# Wang Hin (huyện)
Wang Hin (tiếng Thái: วังหิน) là một huyện (Amphoe) ở miền trung của tỉnh Sisaket, đông bắc Thái Lan.

## Địa lý
Các huyện giáp ranh (từ phía bắc theo chiều kim đồng hồ) là: Mueang Sisaket, Phayu, Phrai Bueng, Khukhan, Prang Ku và Uthumphon Phisai.

## Lịch sử
Tiểu huyện (King Amphoe) đã được lập ngày 9 tháng 3 năm 1987, khi 5 tambon Bu Sung, That, Duan Yai, Bo Kaeo và Si Samran được tách ra từ huyện Mueang Sisaket. Đơn vị này đã được nâng cấp thành huyện ngày 20 tháng 10 năm 1993.

## Hành chính
Huyện này được chia thành 8 phó huyện (tambon), các đơn vị này lại được chia ra thành 126 làng (muban). Không có khu vực đô thị, có 8 Tổ chức hành chính tambon.
| STT. | Tên          | Tên Thái | Số làng | Dân số |  |
| ---- | ------------ | -------- | ------- | ------ |  |
| 1.   | Bu Sung      | บุสูง      | 22      | 9.676  |  |
| 2.   | That         | ธาตุ      | 16      | 6.614  |  |
| 3.   | Duan Yai     | ดวนใหญ่   | 18      | 7.139  |  |
| 4.   | Bo Kaeo      | บ่อแก้ว    | 19      | 5.388  |  |
| 5.   | Si Samran    | ศรีสำราญ  | 13      | 4.088  |  |
| 6.   | Thung Sawang | ทุ่งสว่าง   | 15      | 4.440  |  |
| 7.   | Wang Hin     | วังหิน     | 11      | 4.399  |  |
| 8.   | Phon Yang    | โพนยาง   | 12      | 5.144  |  |